# 9 × 53 мм R
9×53 мм R (по американской классификации — 9,3×53R NBF или 9,3×53R, где R — Rimmed, то есть «рантовый») — советский охотничий патрон.

## История
Патрон был разработан в 1955 году известным конструктором М. Н. Блюмом на основе патрона 7,62×54 мм R для промысловой охоты в районах Крайнего Севера. Рассчитан на крупных животных: тюленей, моржей, медведей, лосей.
Изначально выпускался с экспансивной полуоболочечной 15-граммовой пулей, весной 1971 года было объявлено о разработке второго варианта патрона с оболочечной 15-граммовой пулей. Также, в первой половине 1970х годов отдел техники ЦНИЛ Главохоты РСФСР изготовил и испытал партию патронов для обездвиживания животных из карабина «Лось» — со специальной пулей (снаряженных дитилиновой пастой).
Патрон снаряжался винтовочным пироксилиновым порохом ВТ (также, как охотничьи патроны 5,6×39 мм и 7,62×54 мм R). В герметичной упаковке в условиях складского хранения гарантированный срок хранения патронов этого типа составлял десять лет.
В начале 1990-х гг. рассматривался российской оружейной промышленностью как перспективный для широкого охотничьего применения, однако из-за имущественного расслоения общества для одних охота и покупка оружия данного калибра стала недоступной, а другие предпочли дорогостоящую охоту с применением элитных моделей ружей, рассчитанных под «западные» патроны 9,3×62 мм и 9,3×64 мм Brenneke, использование данного патрона не получило достаточного развития.
В 2014 г. патрон вновь производится, поскольку складские запасы патронов, выпущенных в 1990-е годы ЗАО «Новосибирский патронный завод», закончились. Единственное отличие современных патронов — латунную гильзу сменила стальная, а вместо томпаковой оболочки пуль — теперь биметаллическая.

## Описание
Охотничий патрон 9×53 мм R в магазине
Изначально этот патрон был разработан для загонной охоты на крупного зверя (так называемая «русская тройка» — кабан, лось, медведь). Относительно невысокая энергия пули, надёжная работа по крупному зверю на дистанции до двухсот метров и крутая траектория пули за пределами этой дистанции обуславливается прежде всего безопасностью участников охоты и/или лиц, могущих находиться на директрисе (направление стрельбы) в силу различных обстоятельств.
Более того, относительно низкая мощность патрона позволяет использовать его в комбинированном охотничьем оружии без внесения значительных изменений в первоначальную конструкцию. Советское комбинированное оружие, как правило, разрабатывалось на базе существующих моделей гладкоствольного оружия. Например, комбинированное ружьё ТОЗ-55 «Зубр» (верхний гладкий ствол под патрон 12×70 мм, нижний нарезной ствол под патрон 9×53 мм) было разработано на основе двуствольного гладкоствольного ружья ТОЗ-34 под патрон 12×70.
Именно низкая мощность патрона на дистанциях свыше 200 метров считалась его основным недостатком, что послужило формальным поводом для снятия с производства самозарядных охотничьих карабинов «Медведь» и магазинных карабинов с болтовым затвором «Лось» в середине 1970-х годов.
Вместе с тем для большинства охот на территории России мощность и останавливающее действие патрона 9×53 мм R считается необходимым и достаточным.

## Типы патронов
- патрон 9×53 мм «тип А» массой 29 грамм с полуоболочечной экспансивной пулей массой 15,0 грамм для охоты на зверя массой от 100 до 250 кг[5][6]
- патрон 9×53 мм «тип Б» с неэкспансивной оболочечной пулей со свинцовым сердечником для охоты на зверя массой от 70 до 200 кг[1]

## Патроны 9×53 мм иностранного производства
Патрон 9×53 мм R не следует путать с финским патроном 9,3×53R Sako (9×53 Finnish), использование которого возможно в некотором оружии, рассчитанном под патрон 9×53 мм R.
- во-первых, пуля российского патрона имеет фактический диаметр 9,27 мм, а финского 9,30 мм.
- во-вторых, отличается давление пороховых газов — 2900 бар у российского и 3100-3400[уточнить] бар у финского патронов.

## Оружие под патрон 9×53 мм R
В СССР под данный патрон были созданы и производились самозарядные охотничьи карабины «Медведь», магазинные карабины «Лось», штуцер ТОЗ-55 «Зубр», штучные (выпущенные в небольшом количестве) штуцеры МЦ-7-09, МЦ 30, МЦ-109-09, МЦ-106-19, МЦ-110-09 и МЦ-111-09, а также комбинированное ружьё ТОЗ-84-12/9,27.
В Российской Федерации производились комбинированное ружьё ИЖ-94 «Экспресс», самозарядный карабин «Беркут-3», «Сайга-9» (2001—2005 гг.), а позднее, с 2005 года — магазинный карабин ВПО-103.

## Дополнительная информация
- по меньшей мере до сентября 2002 года охотничье оружие под патрон 9×53 мм было разрешено к использованию в качестве служебного оружия для отдельных категорий сотрудников Министерства сельского хозяйства РФ[10]